# Tanheli-Stätte
Die Tanheli-Stätte (chinesisch 炭河里遗址, Pinyin Tànhélǐ yízhǐ) ist ein archäologischer Fundplatz aus der Zeit der Westlichen Zhou-Dynastie im Kreis Ningxiang der bezirksfreien Stadt Changsha, der Hauptstadt der chinesischen Provinz Hunan.
Zum ersten Mal wurde hier eine alte befestigte Stadtstätte aus der Westlichen Zhou-Zeit in der Provinz Hunan entdeckt.
Die Funde ihrer Bronzegeräte liefern neue Erkenntnisse über die Chinesische Bronzekultur.
Die Tanheli-Stätte steht seit 2006 auf der Liste der Denkmäler der Volksrepublik China (6-166).
Die Stätte wurde vom Institut für Kulturgegenstände und Archäologie der Provinz Hunan unter Leitung von Xiang Taochu untersucht.